# Kein Abend wie jeder andere
Kein Abend wie jeder andere ist ein Spielfilm des österreichischen Regisseurs Hermann Leitner aus dem Jahr 1976. In den Hauptrollen verkörpern Heinz Rühmann und Sir Peter Ustinov die beiden konkurrierenden Antiquitätenhändler Roeder und Billy.

## Handlung
Friedrich Roeder und der Brite Billy sind Antiquitätenhändler. Erschwerend an dem Umstand ist, dass beide in der gleichen Straße ansässig sind, noch dazu direkt gegenüber. Während Billy seinen Schwerpunkt auf den Verkauf importierter, zum Teil auch gefälschter Ware aus Fernost legt, ist Roeder ein Antiquitätenhändler der „alten Schule“: Er handelt nur mit Ware die einen echten Wert besitzt, deren Herkunft nachweisbar ist und somit auch relativ hochpreisig ist.
Darunter befindet sich auch ein wertvolles böhmisches Schachspiel aus dem 18. Jahrhundert, das offenbar zu dieser Zeit für August den Starken handgeschnitzt wurde. Allerdings fehlt Roeder zu diesem Spiel noch ein einziger Bauer, dessen Verbleib aber unbekannt ist.
Die Weihnachtszeit ist gekommen, deren Feier jeder der beiden auf seine eigene Art begeht. Billy bewirtschaftet standesgemäß eine schottische Dudelsackkapelle mit Whisky, die bei ihm zu Besuch ist. Roeder hingegen begeht Weihnachten auf eine etwas feinere Art: Er hat Besuch von einem Kinderchor, der Weihnachtslieder singt. Anschließend liest er den Kindern „Die drei stillen Messen“ des französischen Schriftstellers Alphonse Daudet als Weihnachtsgeschichte vor. Danach gibt es von Roeders Haushälterin Mathilde Milch mit Kakao, feine Kuchen und im Anschluss daran, eine wundervolle  weihnachtliche Bescherung. Größer könnten die Gegensätze zwischen den beiden folglich kaum sein.
Überraschenderweise erhält Billy auch eine Einladung zu Roeders Weihnachtsfeier. Dieser kommt er dann auch nach einigen Überlegungen nach. Nachdem Billy bei Roeder eingetroffen ist, erzählt Roeder auf eine berührende Art eine wundervolle Weihnachtsgeschichte. Daraufhin wandeln sich die ersten Eindrücke von Billy: Ihm bereitet es nun großes Vergnügen, den Heiligen Abend bei Roeder zu verbringen.
Als die Kinder gegangen sind, präsentiert Billy seinem Nachbarn zu dessen großer Überraschung den fehlenden Bauern aus dem böhmischen Schachspiel, den er selber einmal erworben hatte. Beide beschließen, gemeinsam eine Partie Schach zu spielen, wobei Billy standesgemäß seine Figuren auf einem Billig-Schachbrett aus Plastik bewegt und Roeder die seinen auf dem edlen Schachbrett aus dem 18. Jahrhundert. Dadurch bricht zwischen ihnen endgültig das Eis. Die beiden fangen an, sich gegenseitig zu respektieren. Aus den beiden ehemaligen erbitterten Konkurrenten und grundverschiedenen Charakteren wird schließlich sogar eine Art „Freunde“.
Passend zu der Weihnachtszeit im Film wurde er an Heiligabend erstmals ausgestrahlt.

## Produktionsnotizen
Der Film hatte am 24. Dezember 1976 in Deutschland seine Premiere im ZDF.
Seit 6. September 2006 ist er auf DVD erhältlich.